# Friis & Moltke
Friis & Moltke — датское архитектурное бюро со штаб-квартирой в Орхусе и филиалами в Копенгагене и Ольборге. Штат Friis & Moltke составляет около 50 сотрудников. Фирма в основном работает на скандинавском рынке. Фирма основана в 1955 году архитекторами Кнудом Фриисом (дат.) и Элмаром Мольтке Нильсеном (дат), которые познакомились во время работы в компании C. F. Møller Architects (дат.) в Орхусе. На 2016 год в фирме было 6 партнёров и 1 ассоциированный партнёр, отвечающий за отдел дизайна мебели.

## Некоторые проекты
Friis & Moltke спроектировали по всей Дании много зданий, ставших известными. Среди проектов есть здания разного функционального назначения — жилые, образовательные, стадионы, церкви, торговые центры, тюрьмы, мэрии, концертные залы и отели. Ниже приведены наиболее примечательные из них:

### В Дании

#### В Орхусе
- гостиница Marselis (англ.), 1967 год
- Спортивная школа Орхуса (дат.), 1968 год
- учебный центр Scanticon, Скоде (дат.), 1969 год
- Риссковская гимназия (дат.), 1969 год
- Грофтхойхусет (дат.), Вибю (дат.), 1970 год
- Нордгардская школа, Брабранн (дат.), 1970 год, разрушена в 2014-м
- жилой комплекс Вестерванг (дат.), 1970 год
- Колледж Скьолдхой (дат.), 1973 год
- Эллевангская церковь (дат.), 1974 год[4][5]
- Лангкараская гимназия (дат.), Тильст (дат.), 1975 год
- Скьольдхойская церковь (дат.), 1983 год
- Скелагерская церковь (дат.), 1990 год
- Скандинавский центр Орхуса (дат.), 1992 год
- офисное здание Prismet (англ.), 2001 год

#### В окрестностях Орхуса
- Ратуша Оддера, Оддер (дат.), 1971 год
- Сканнерборгская гимназия (дат.), Сканнерборг, 1973 год
- Силькеборгская гимназия (дат.), Силькеборг, 1977 год
- Лисбьергская теплоэлектростанция (дат.), Лисбьерг (дат.), 1976 год
- Телефонная станция компании Jydsk Telefon (дат.), 1979 год

#### В Ольборге
- Ольборгский стадион (дат.), 2002 год
- Университетский колледж Северной Ютландии (дат.), 2003 год
- культурно-спортивный центр Gigantium (дат.), 2005 год
- Дом музыки (дат.), 2014 год

### НаЗеландии
- Вордингборгский образовательный центр (дат.), Вордингборг, 1980 год
- Церковь Грённеванг (дат.), Хиллерёд, 2008 год

#### В прочих местах
- торговое училище Западной Ютландии (дат.), Скьерн (дат.), 1965 год
- гостиница в Лакольке (дат.), остров Рёмё, 1966 год
- Школа предпринимательства (дат. Entreprenørskolen), Эбельтофт (дат.), 1968 год
- Виборгская гимназия (дат.), Виборг, 1974 год
- Тистедская гимназия (дат.), Тистед, 1974 год
- гостиница Nyborg Strand (дат.), Нюборг, 1977 год
- гостиница Radisson SAS H.C. Andersen, Оденсе, 1980 год
- ратуша Морсё, Нюкёбинг, 1980 год
- конгресс-центр в Хернинге, 1982 год
- гостиница «Føroyar» (дат.), Торсхавн, Фарерские острова, 1983 год
- Øer Maritime Ferieby, Эбельтофт, 1988 год
- колледж Эстерсёэн (дат.), Обенро, 1993 год (в 2020 году перестроен в гостиницу)
- Государственная тюрьма Восточной Ютландии (дат.), Хорсенс, 2001 год
- Holstebro Police Station, Хольстебро, 2016 год
- Ny Anstalt i Nuuk, Нуук, Гренландия, 2019 год

Friis & Moltke известно зданиями в стиле брутализма, специфического ответвления архитектурного модернизма. Расцвет брутализма пришёлся на 1960-е и 1970-е годы, и примечательными примерами от Friis & Moltke являются Hotel Lakolk, Entreprenørskolen, Scanticon Skåde и Odder City Hall в частности. За пределами Дании, Siemens Global Leadership Center и гостиница при нём, построенные в 1974 году, являются отмеченным наградами примером архитектуры Friis & Moltke эпохи брутализма.

### За пределами Дании
Friis & Moltke также ведёт активную деятельность за пределами Дании, представляя известные и отмеченные наградами архитектурные проекты:
- здание посольства Дании в Турции, в Анкаре), 1970 год[7]
- Siemens Global Leadership Center, Фельдафинг, Германия, 1974 год
- здание Европейского центрального банка во Франкфурте-на-Майне, Германия, 1998 год
- Alter Hafen, Висмар, Германия, 2011 год
- Дублинский мусоросжигательный завод (англ.), полуостров Пулбег (англ.), Ирландия, 2017 год
- Strømme Senter, Кристиансанн, Норвегия, 2019 год

## Фотогалерея
1960-е — 1970-е годы

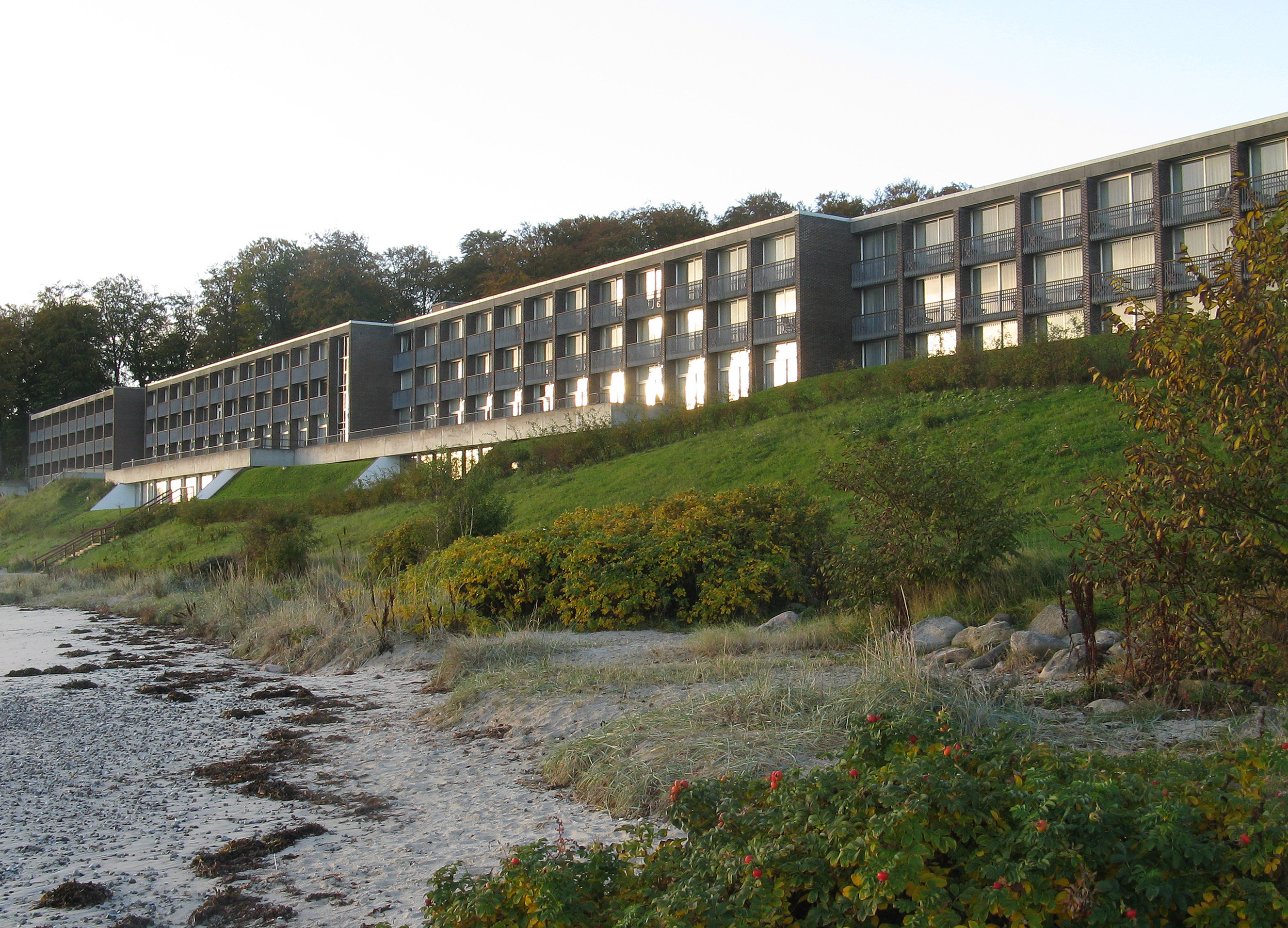
Гостиница «Marselis» на пляже в Марселисборгском лесу, на южной окраине Орхуса, 1967 год
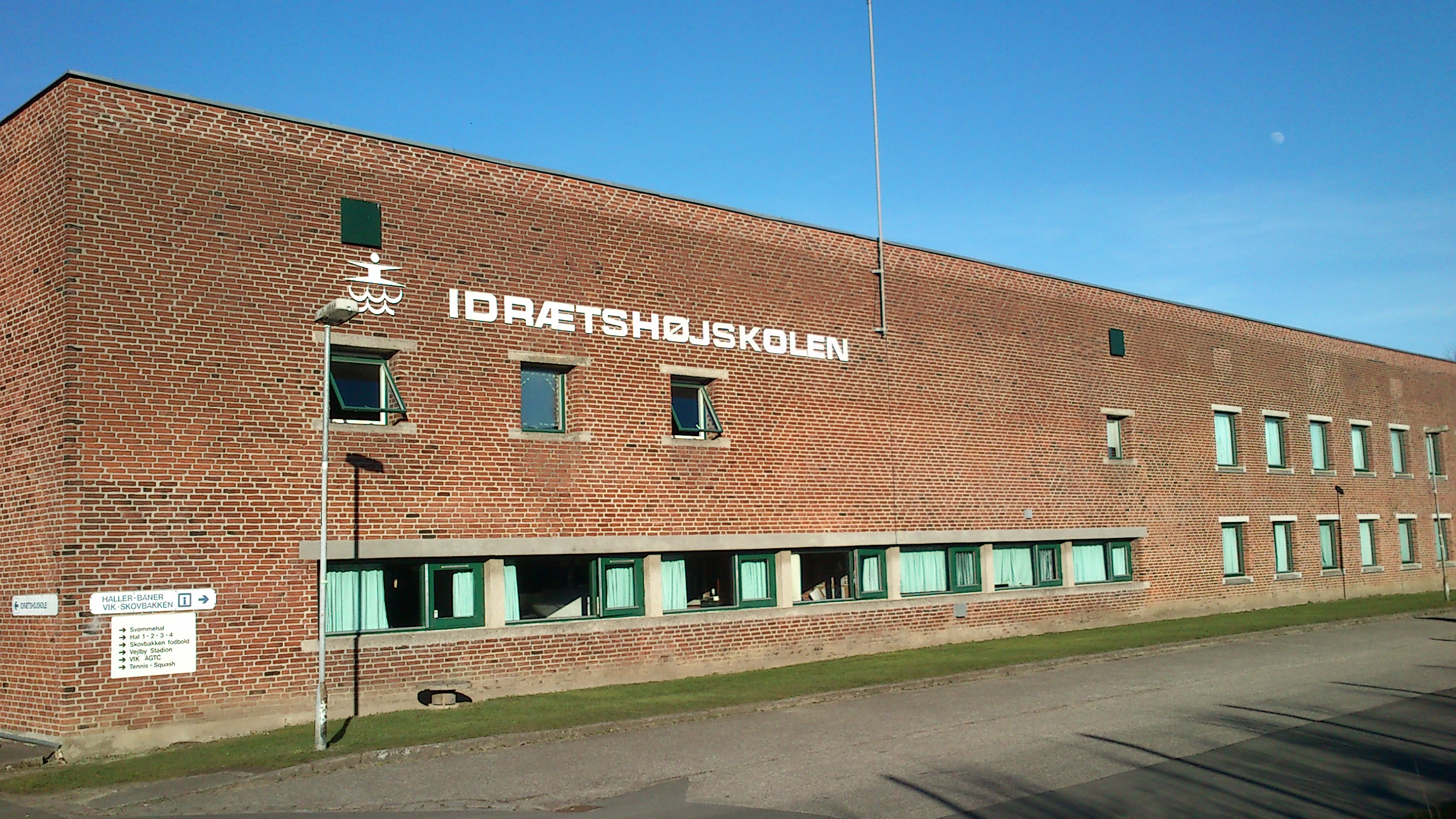
Спортивная школа Орхуса (дат.), 1968 год
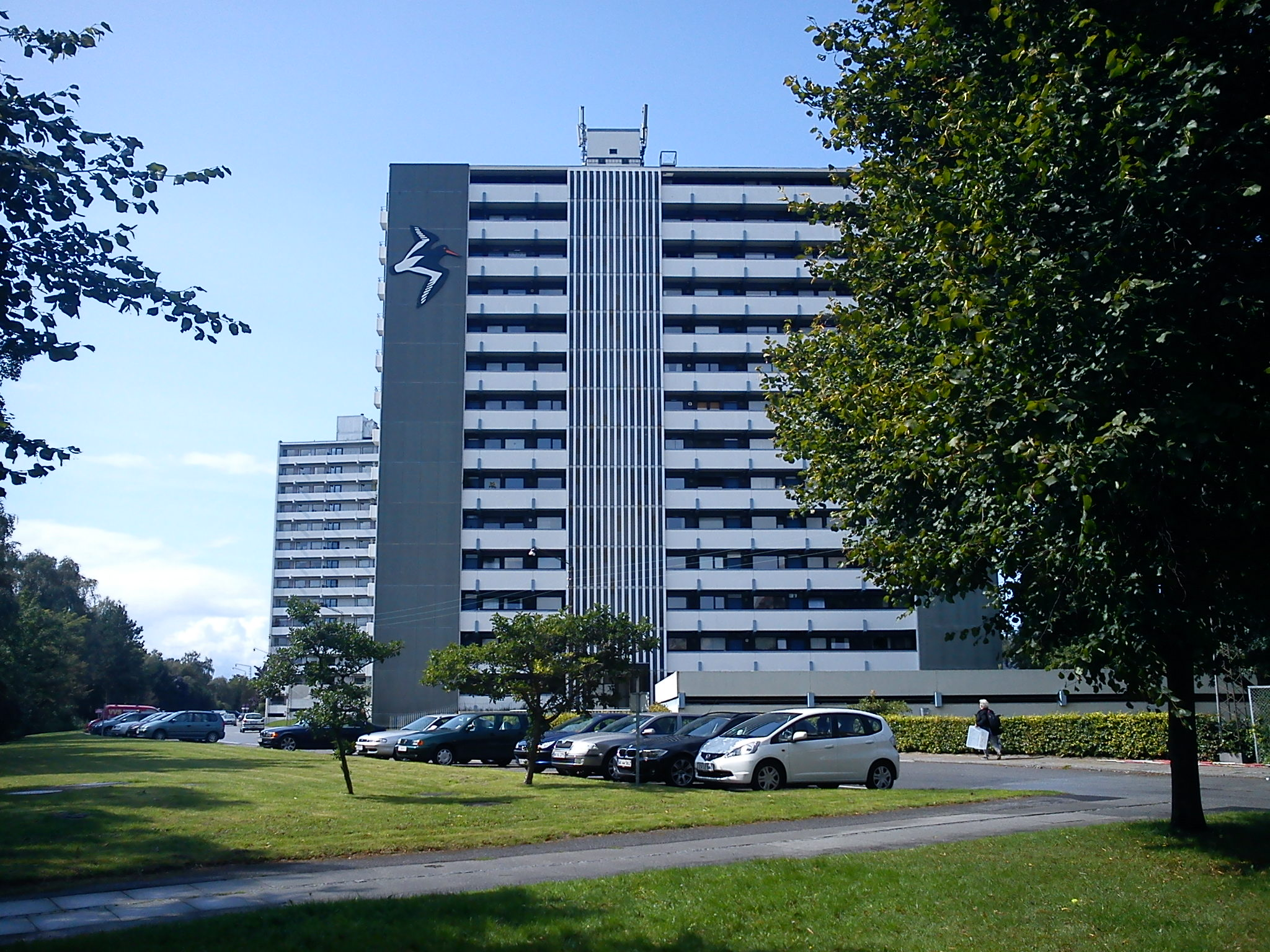
Высотные жилые дома на бульваре Марселис, Орхус, 1967 год
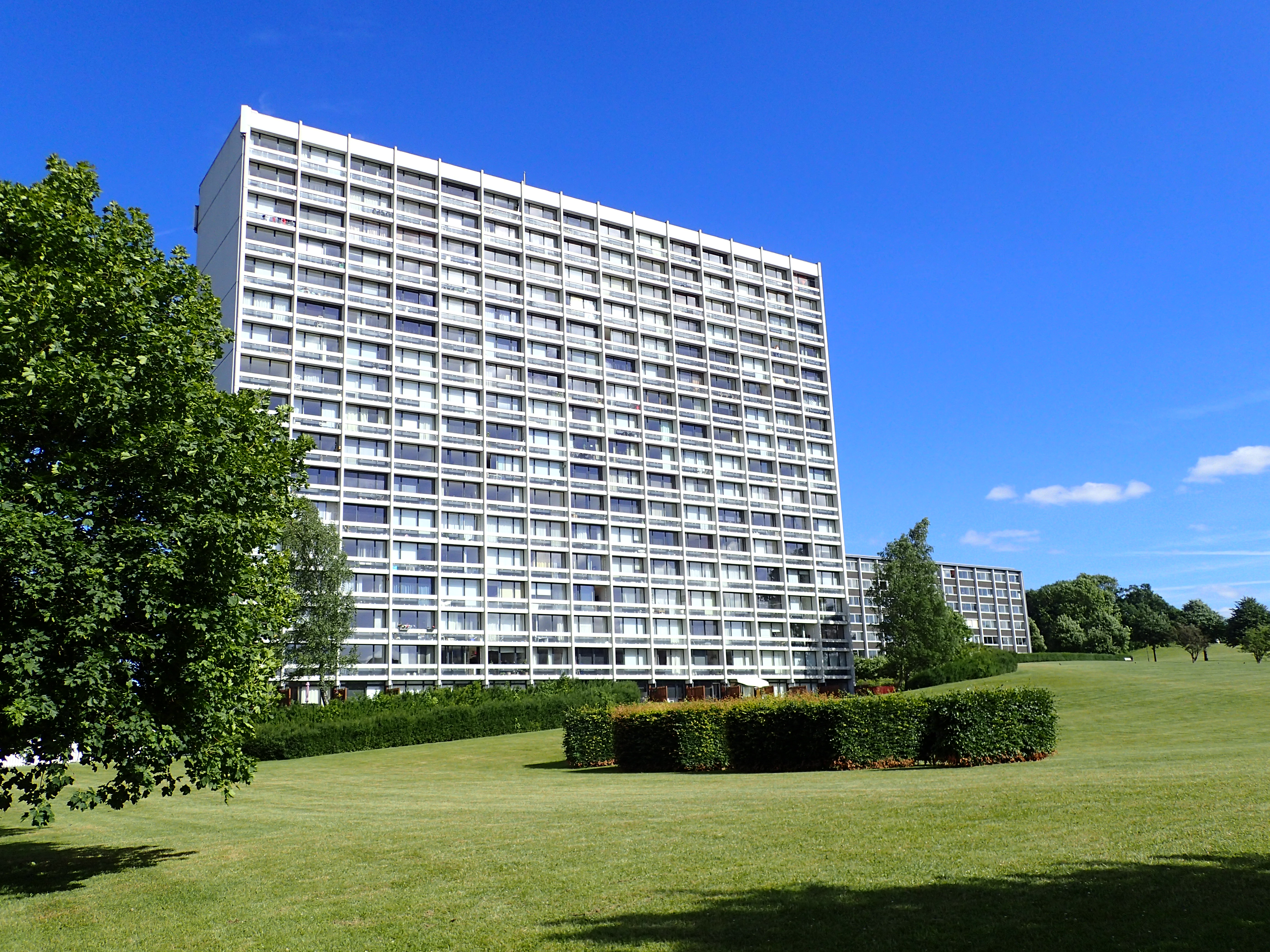
Жилой дом «Грёфтхёй» в парке Грёфтхёй (дат), 1970 год
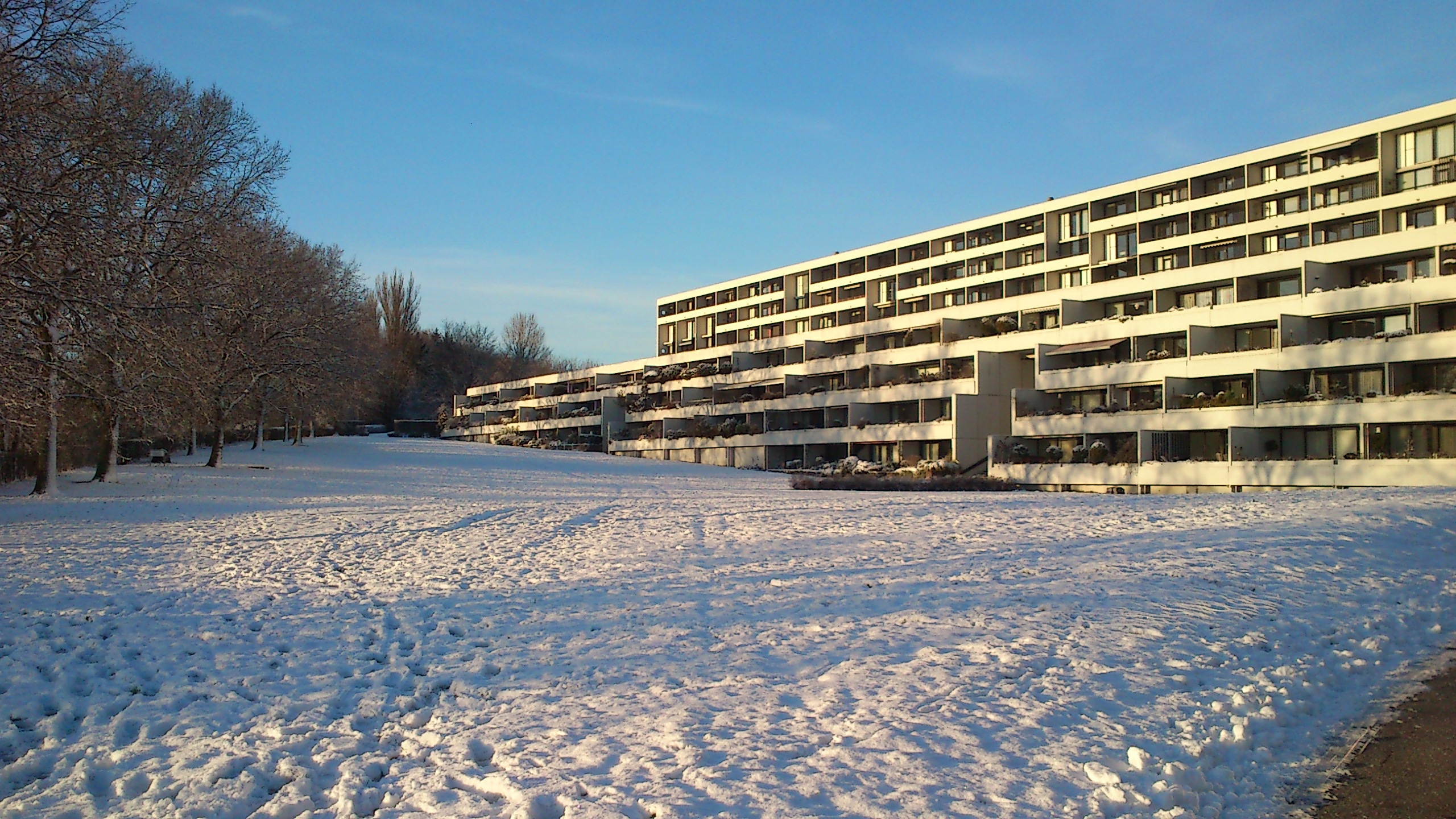
Южный фасад жилого комплекса «Вестерванг» зимой, район Вестербро (дат.), Орхус, 1970 год
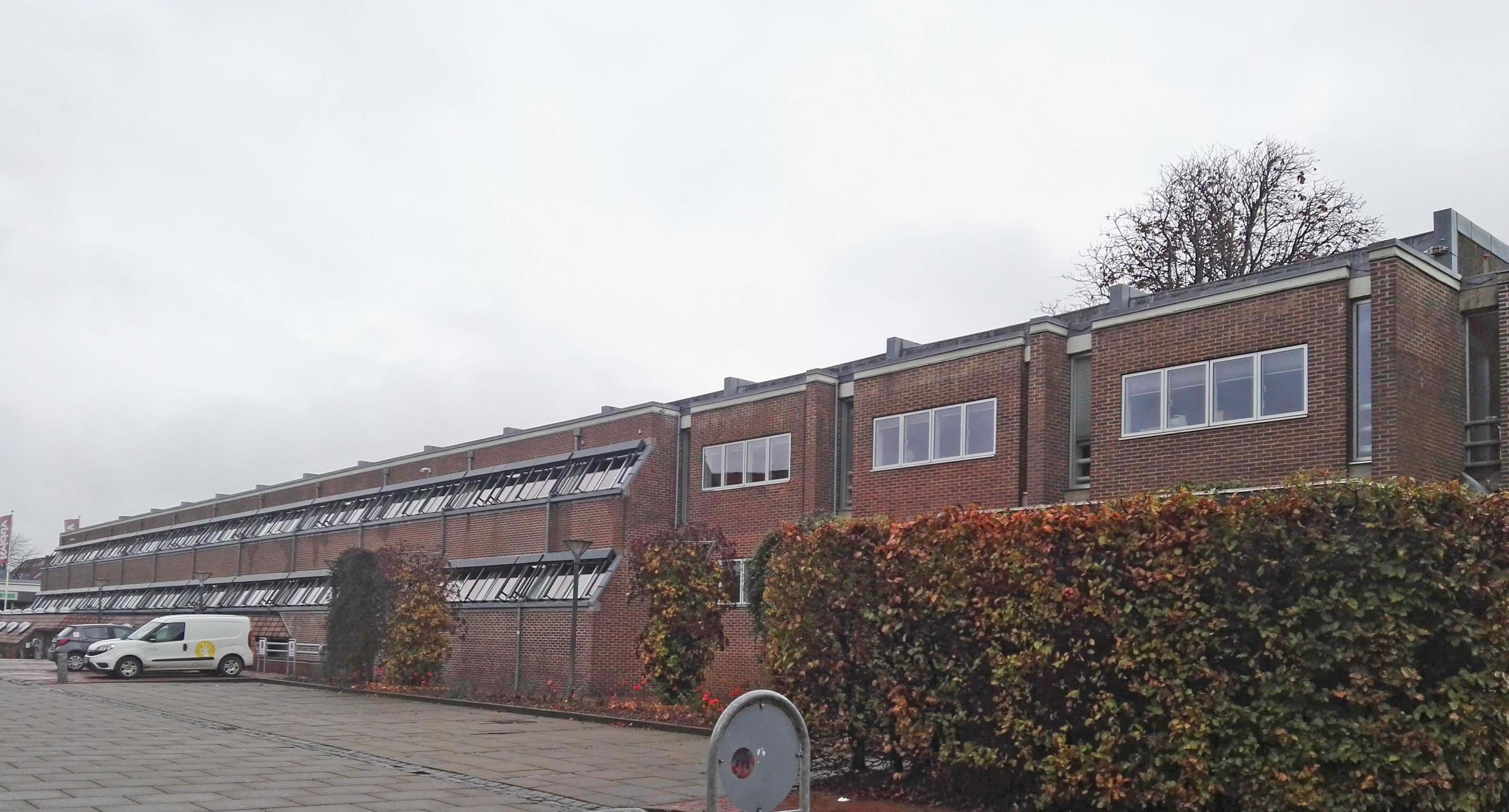
Ратуша Оддера, Оддер (дат.), 1971 год
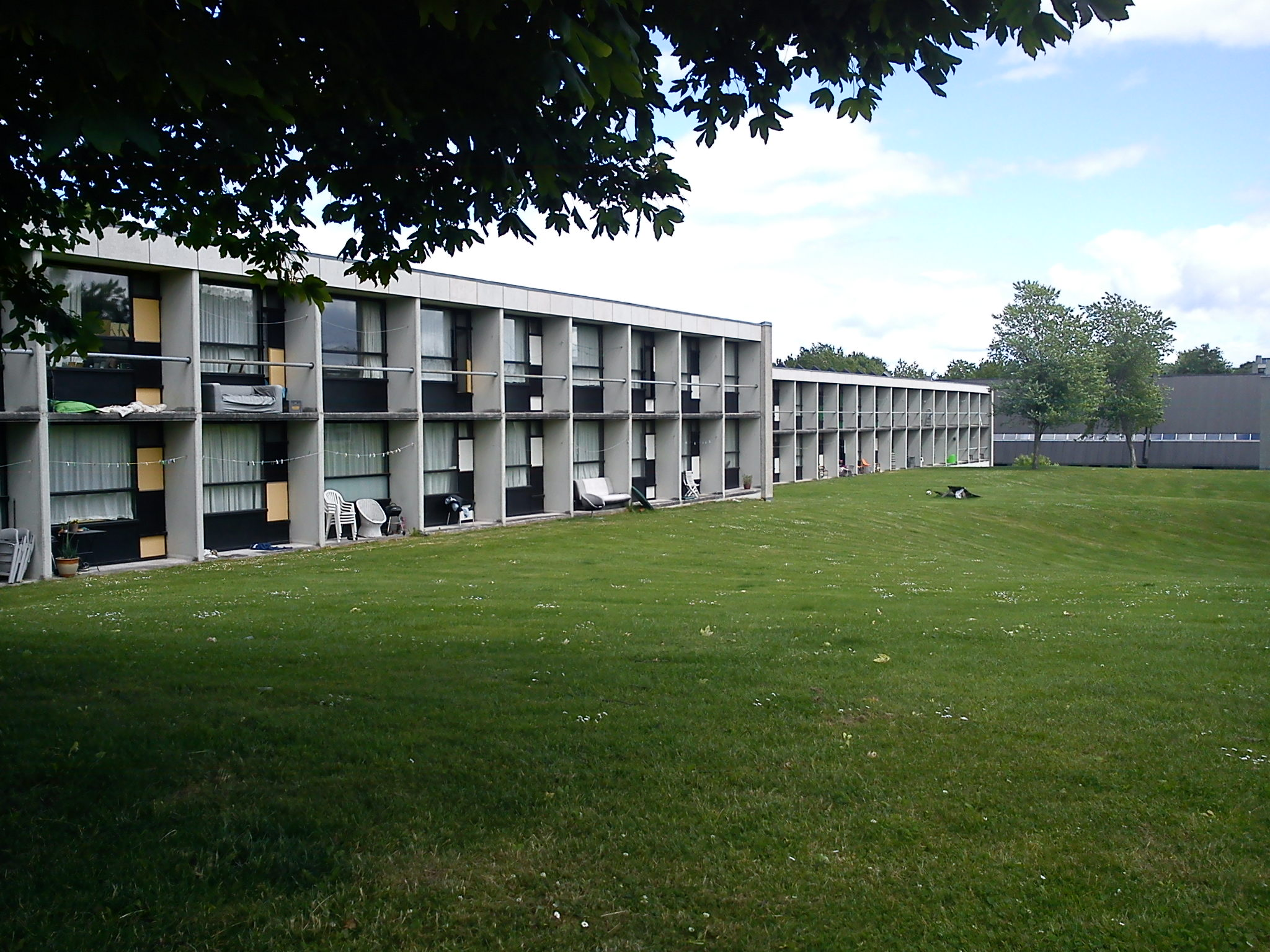
Студенческое общежитие колледжа Скьолдхой (дат.), Орхус, 1973 год
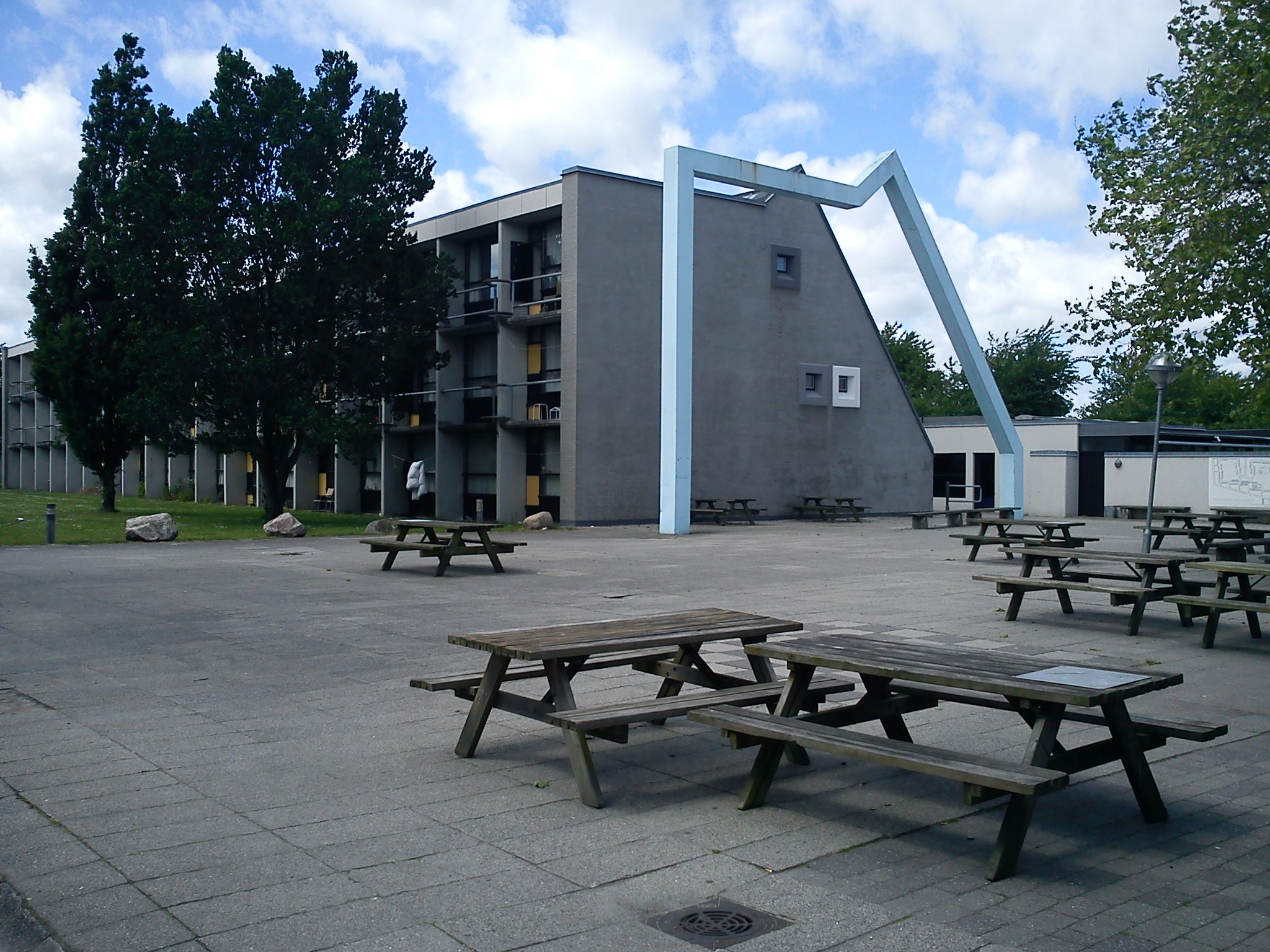
Центральная площадь в студенческом городке колледжа Скьолдхой
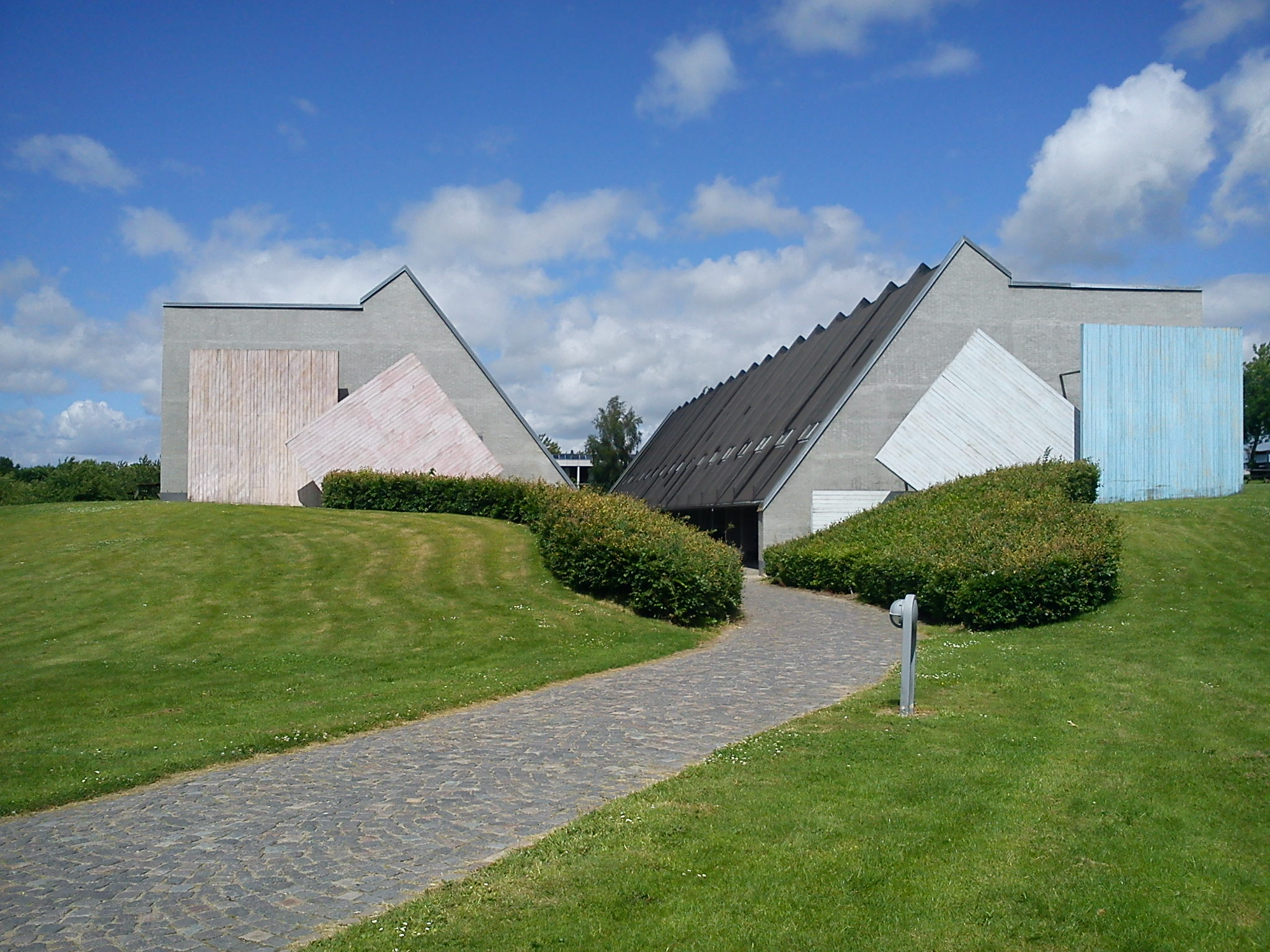
Колледж Скьолдхой
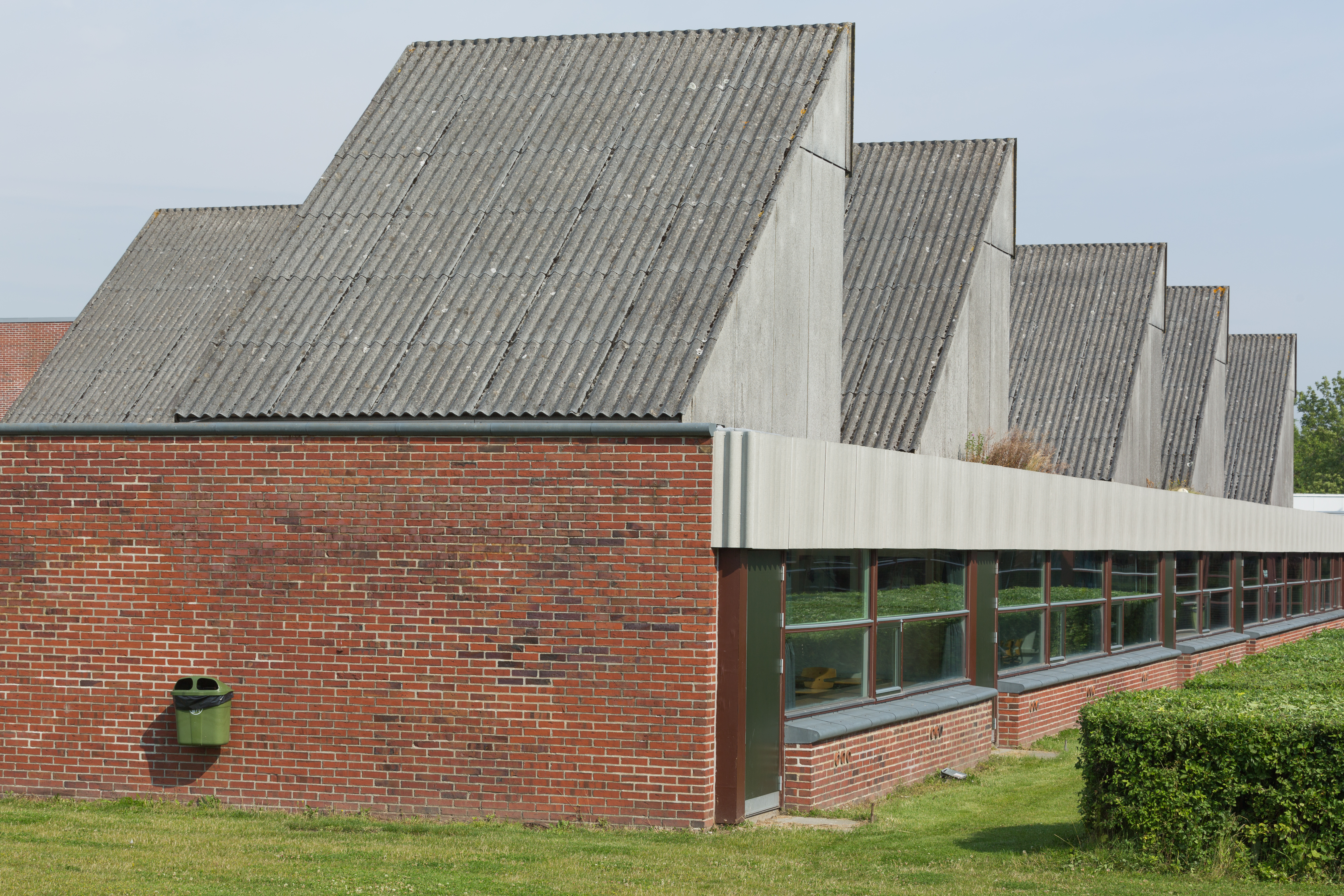
Мансардные окна Лангкараской гимназии (дат.), Тильст (дат.), 1975 год
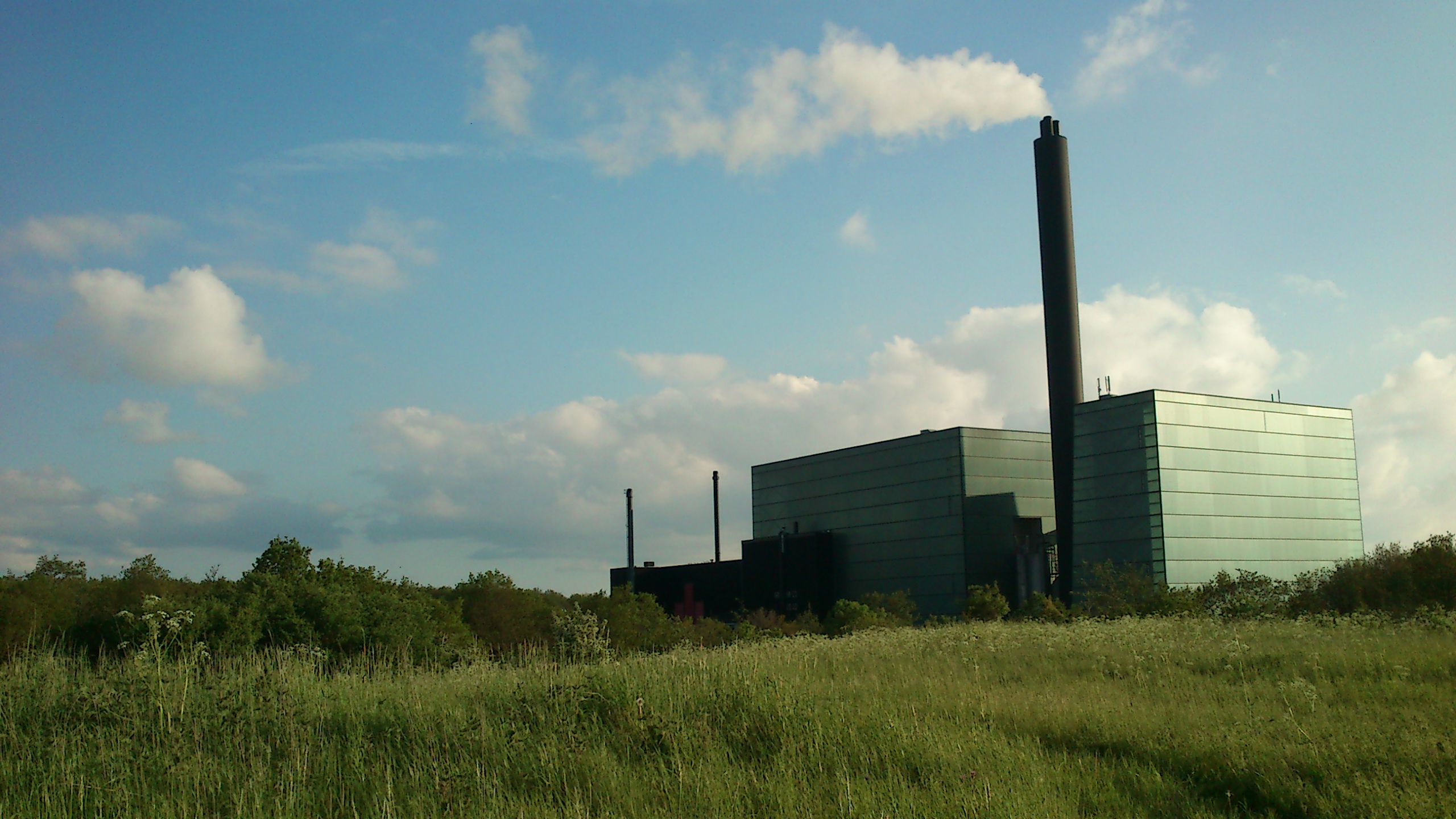
Лисбьергская теплоэлектростанция (дат.), Лисбьерг (дат.), 1976 год
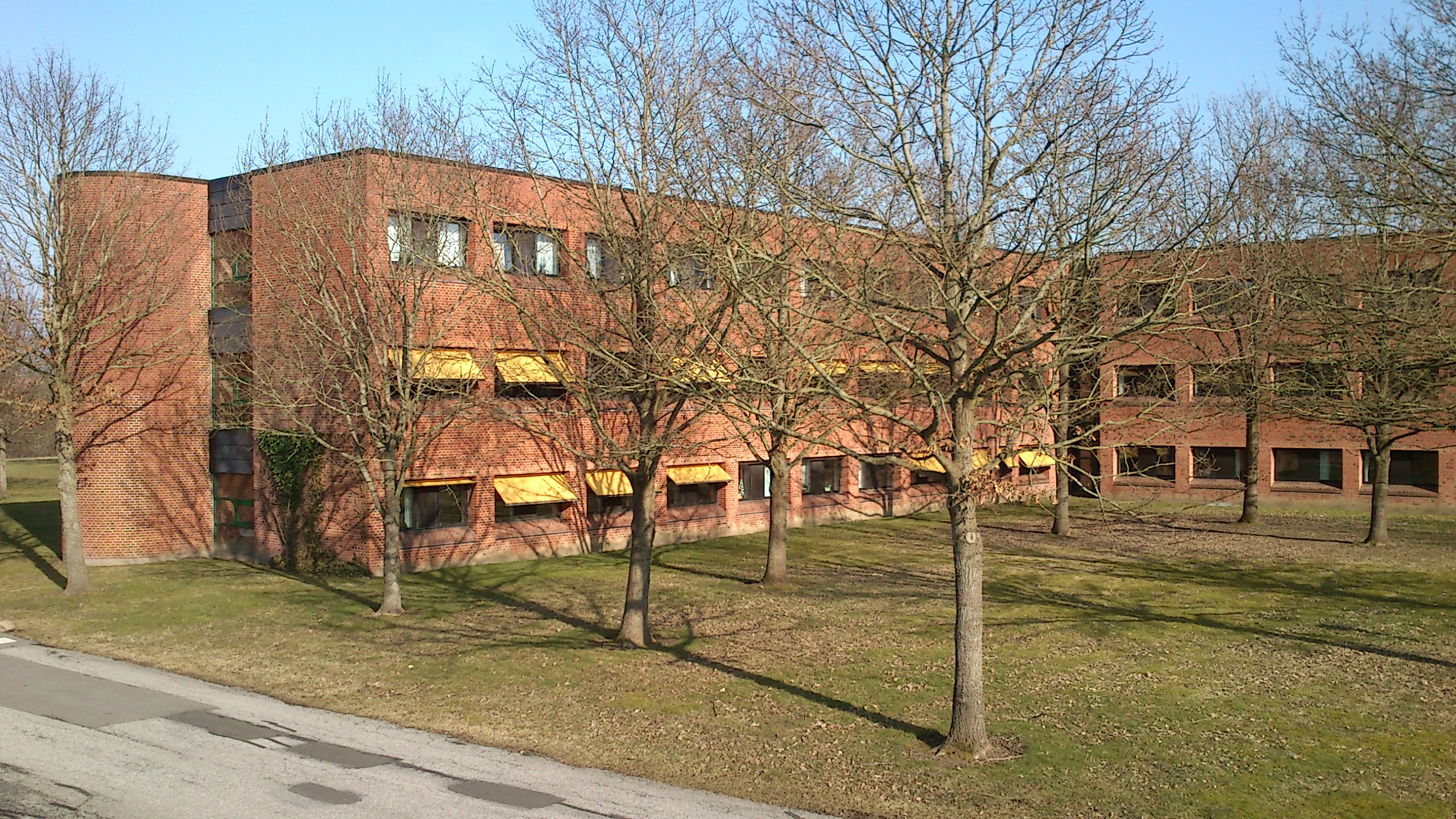
Телефонная станция Jydsk Telefon (дат.), 1979 год.

1980-е — 1990-е годы

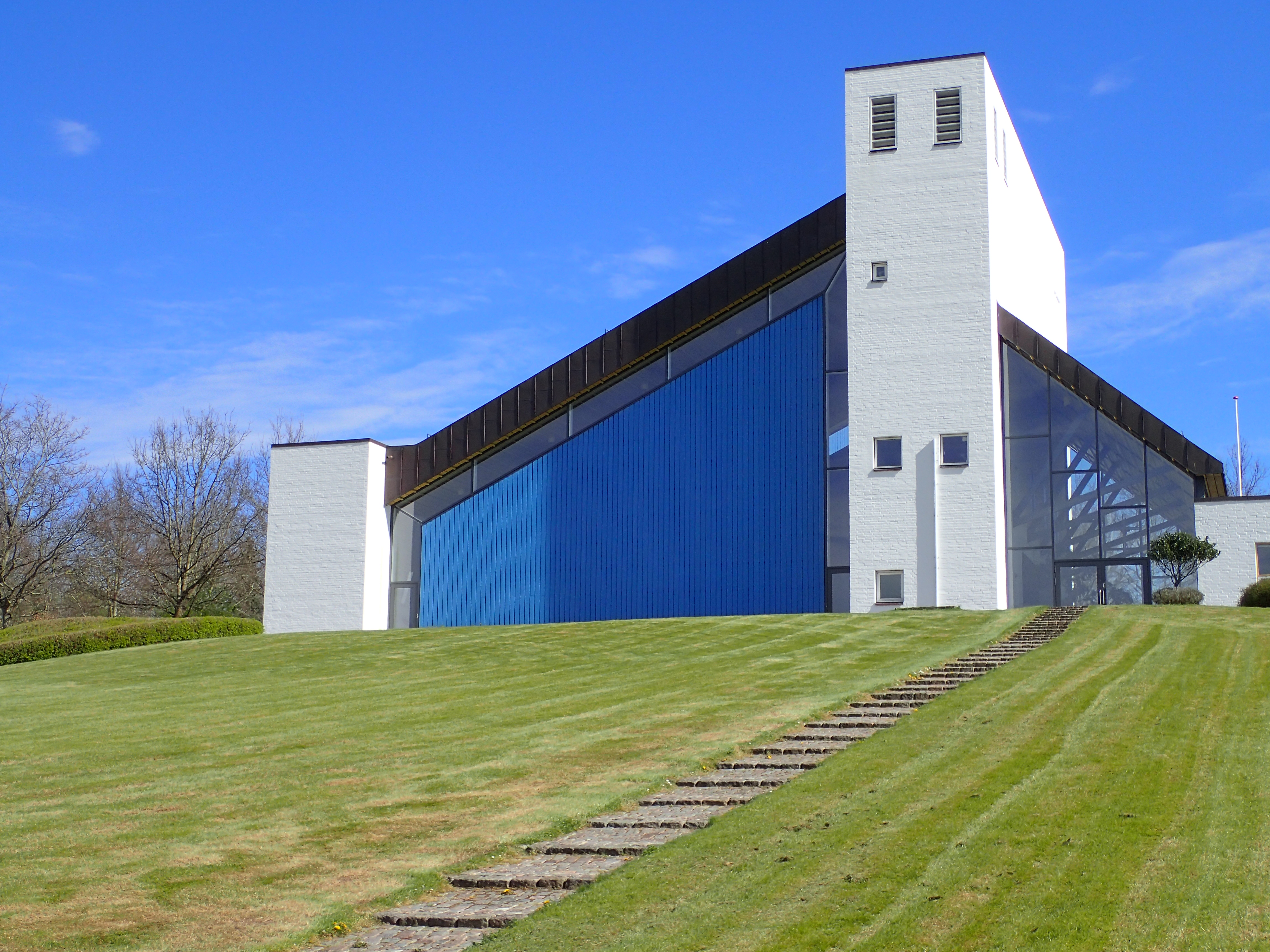
Скьольдхойская церковь (дат.), 1983 год
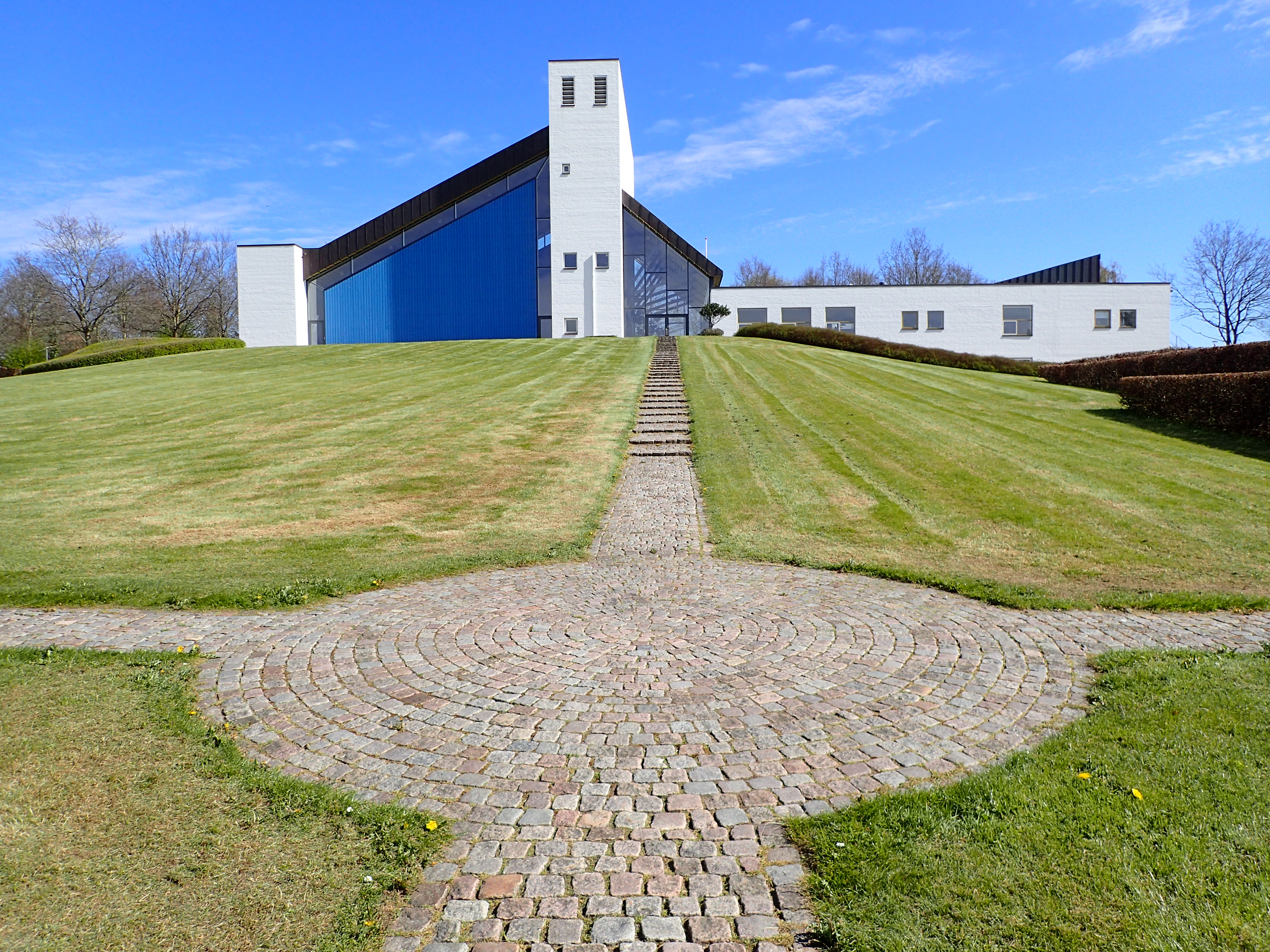
Скьольдхойская церковь
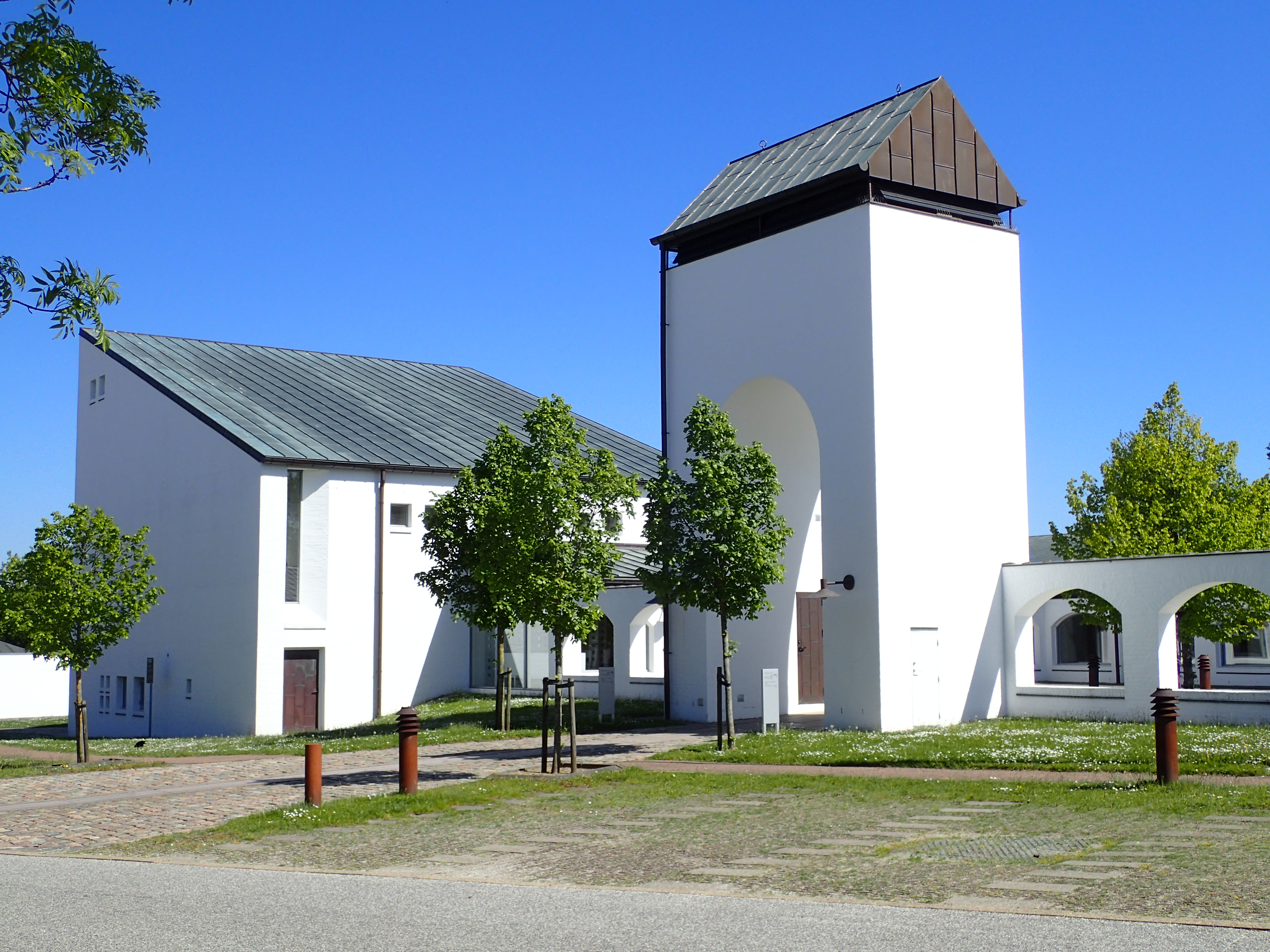
Скелагерская церковь (дат.), 1990 год
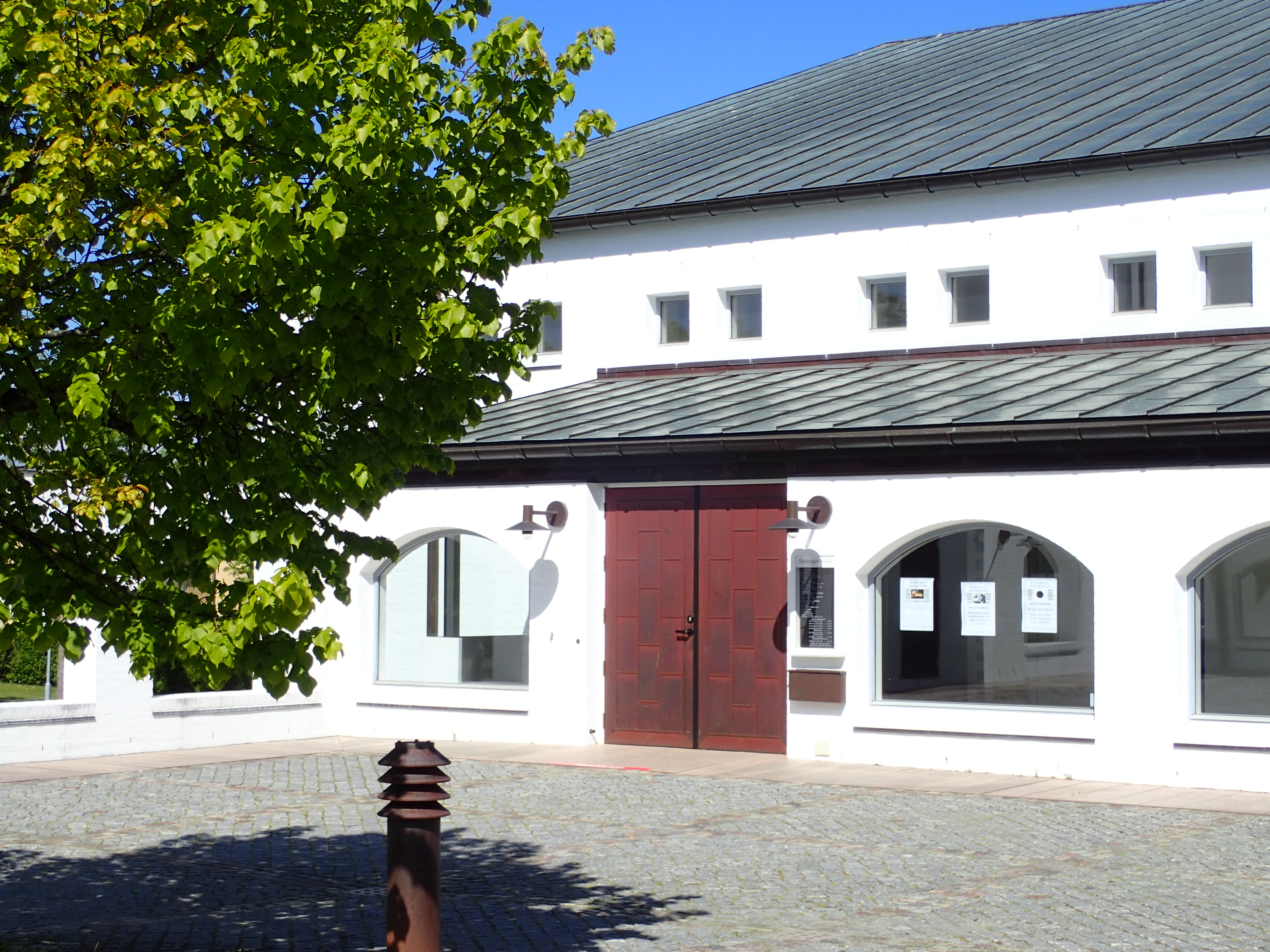
Скелагерская церковь, главный вход
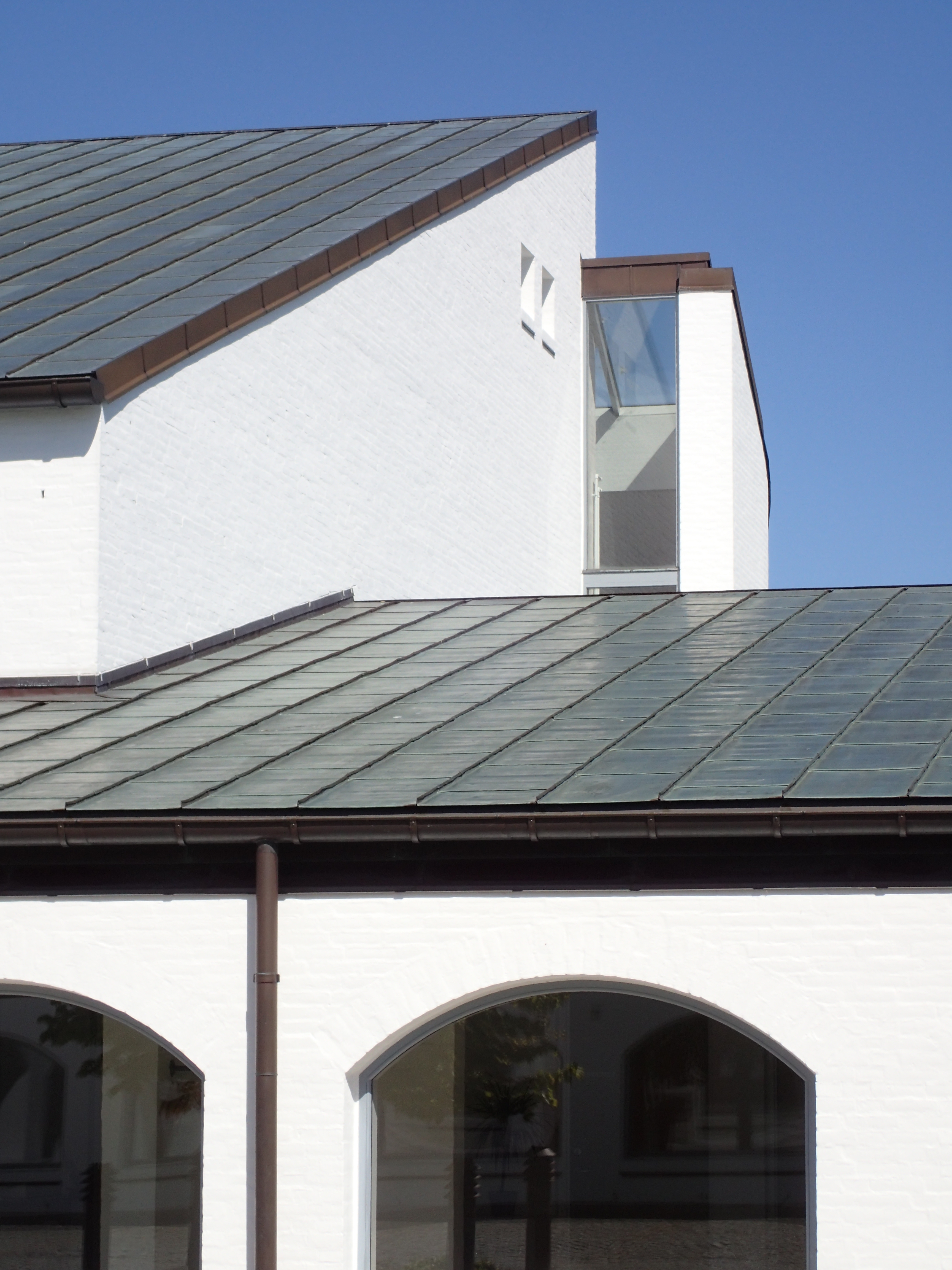
Скелагерская церковь, деталь
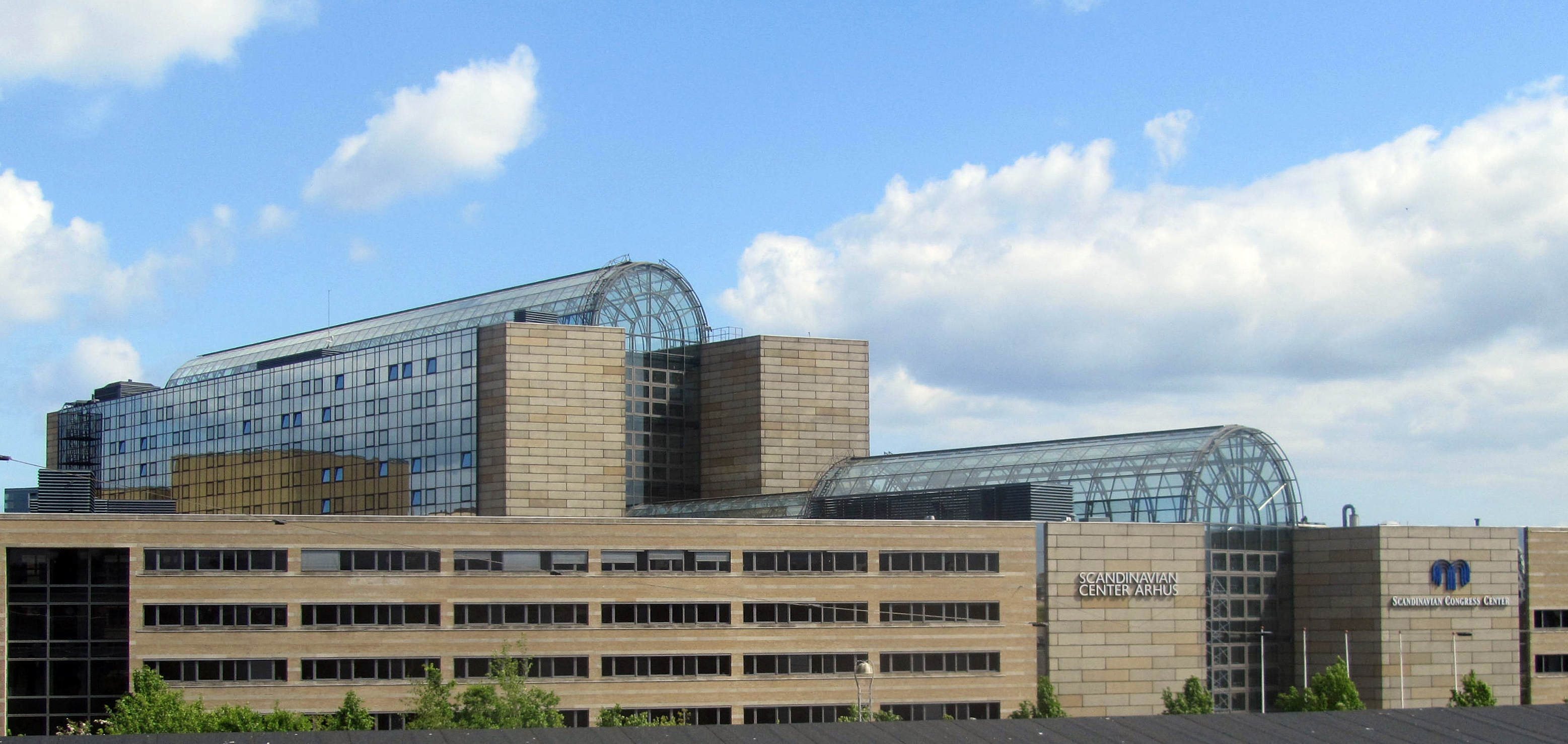
Скандинавский центр Орхуса (дат.), 1992 год
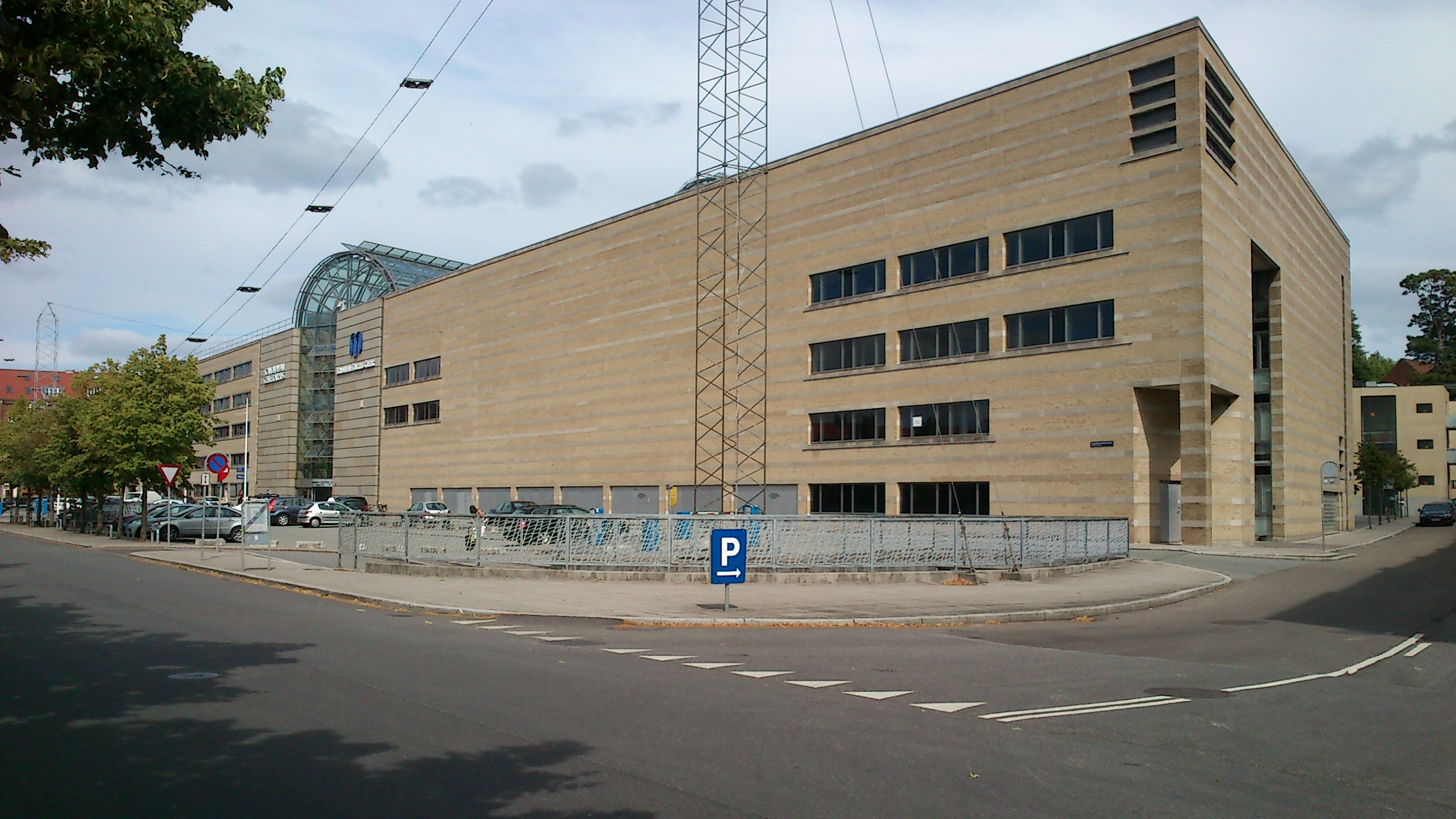
Скандинавский центр Орхуса
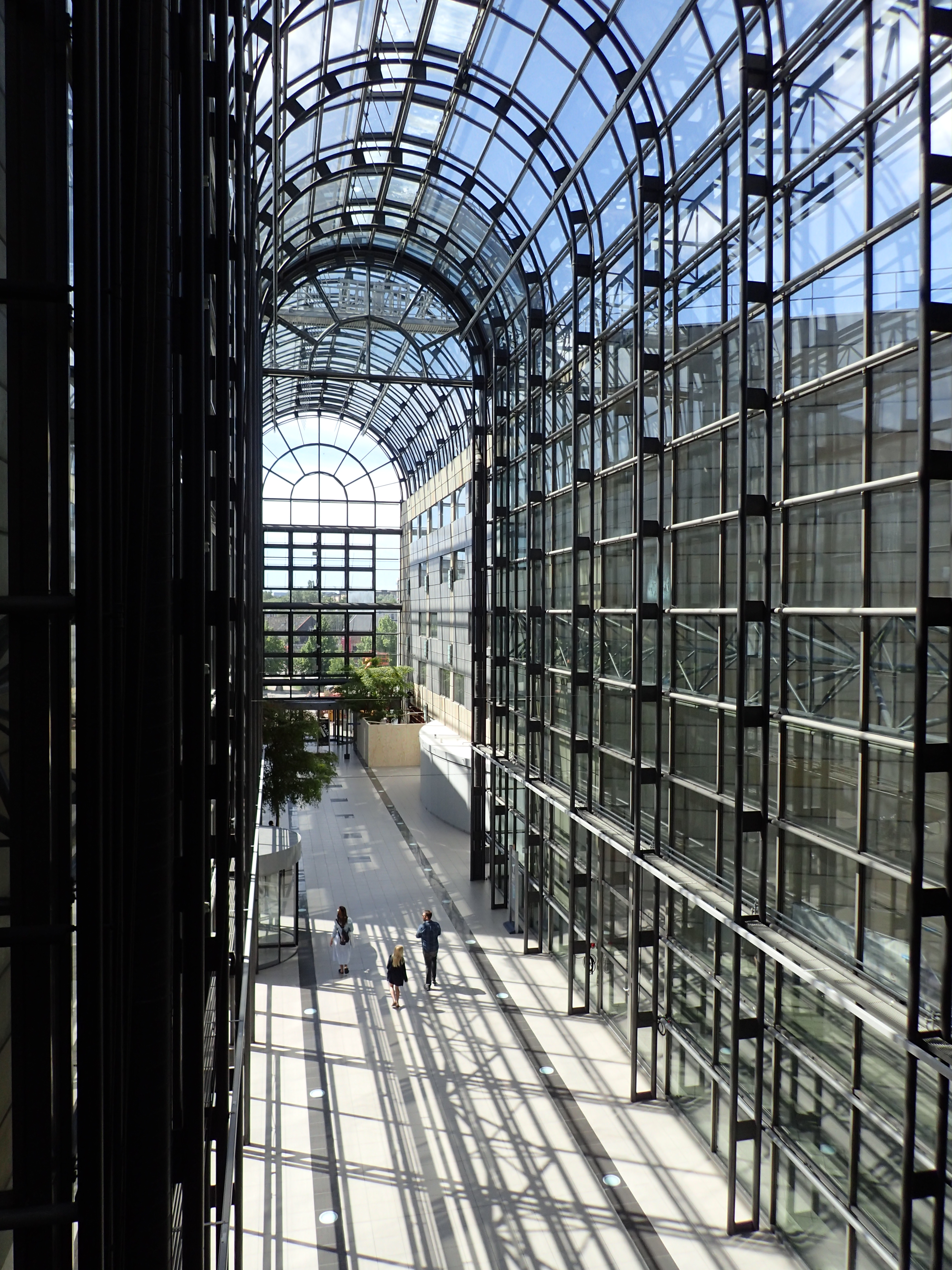
Скандинавский центр Орхуса, внутри
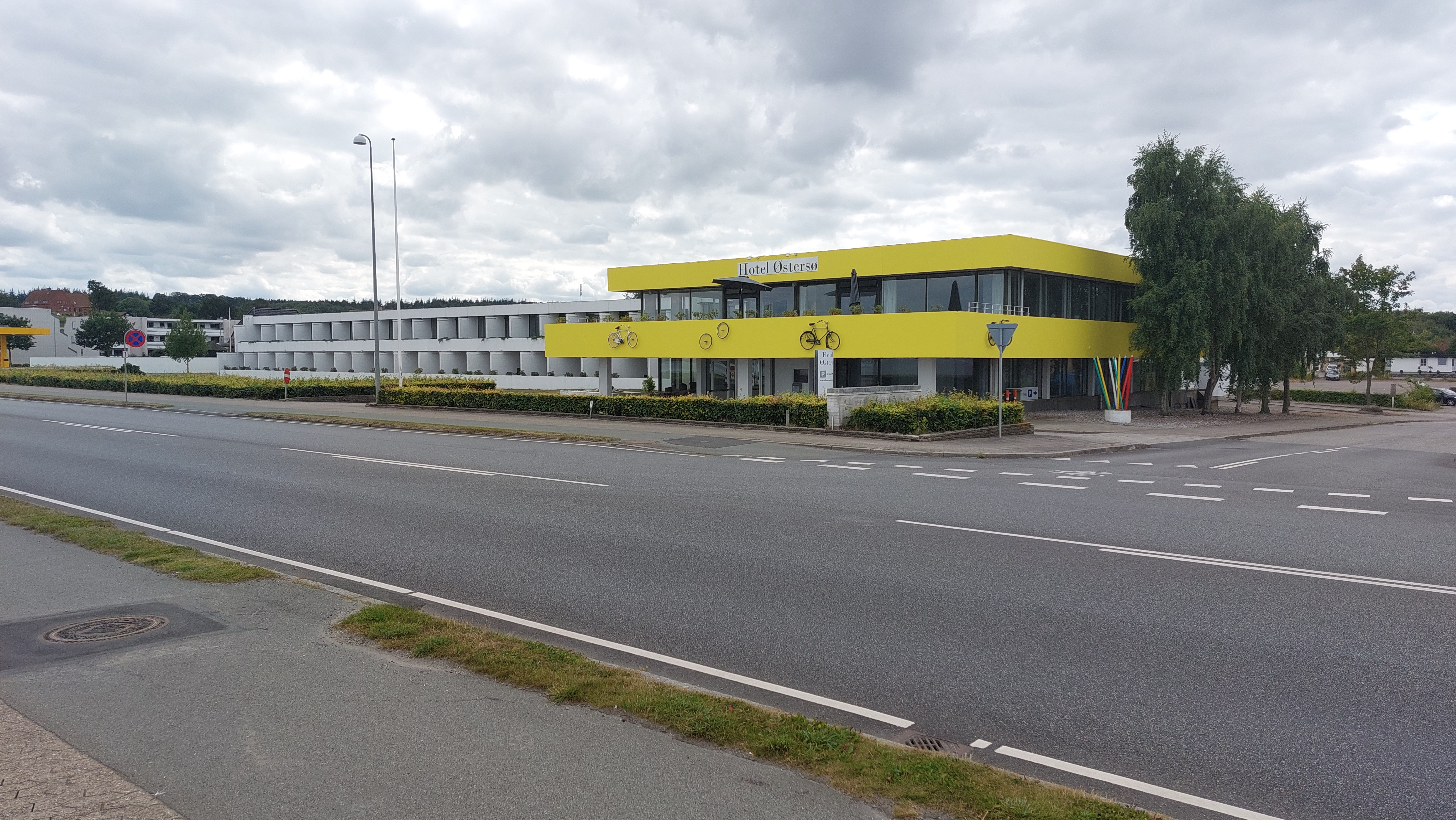
колледж Эстерсёэн (дат.), Обенро, 1993 год (в 2020 году перестроен в гостиницу)

2000-е — 2010-е годы

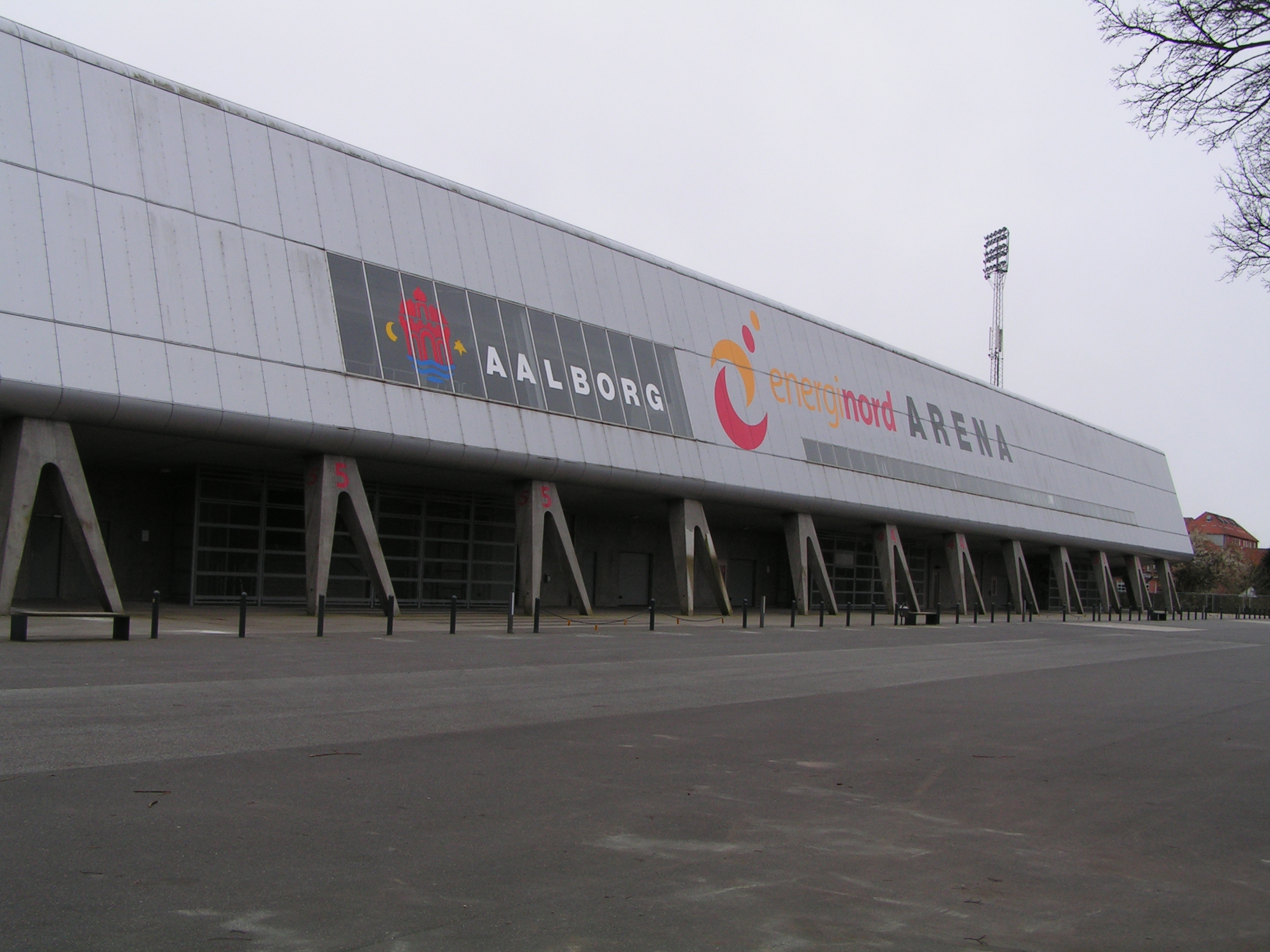
Ольборгский стадион (дат.), 2002 год
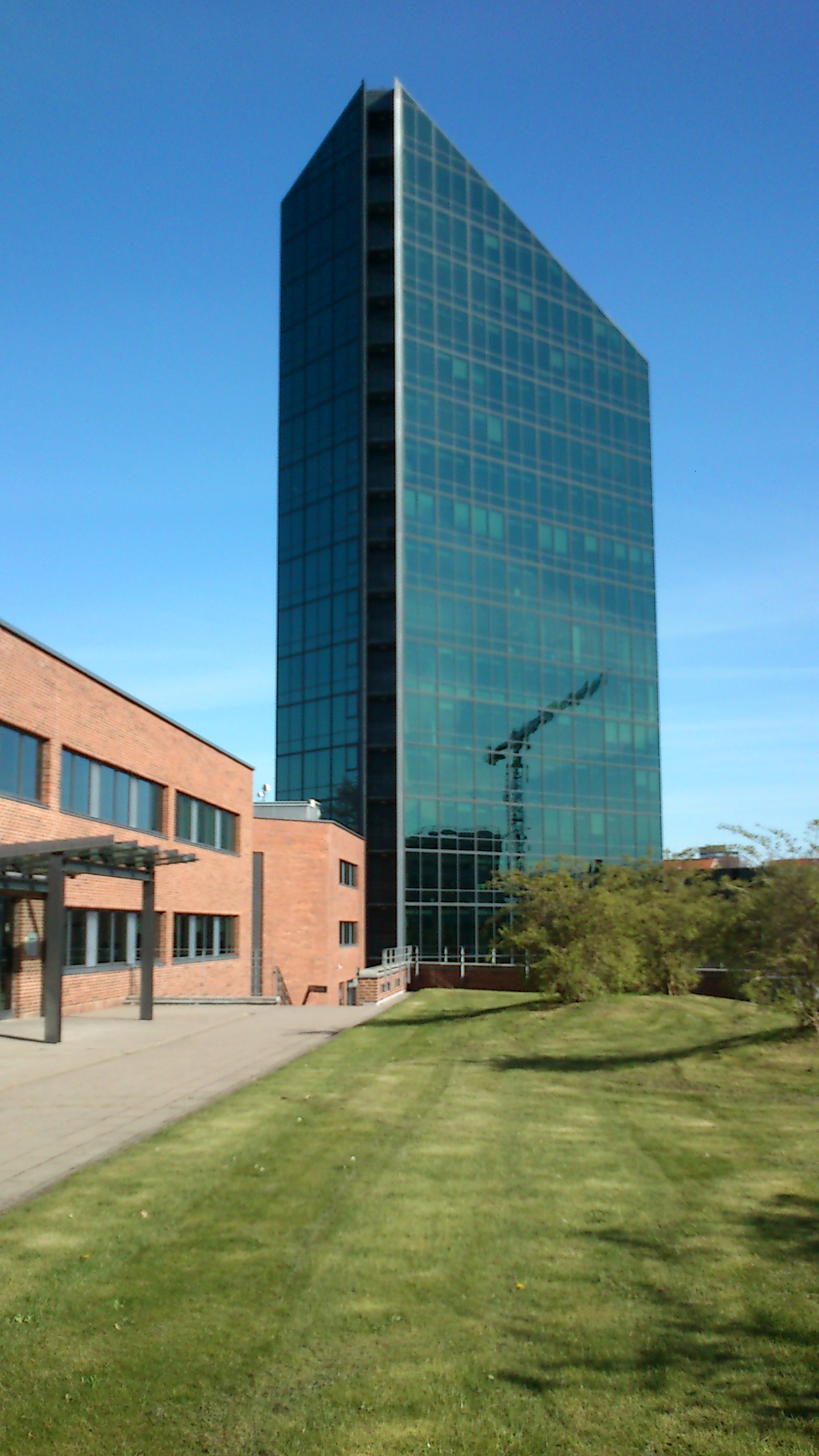
Офисное здание Prismet (англ.), 2001 год
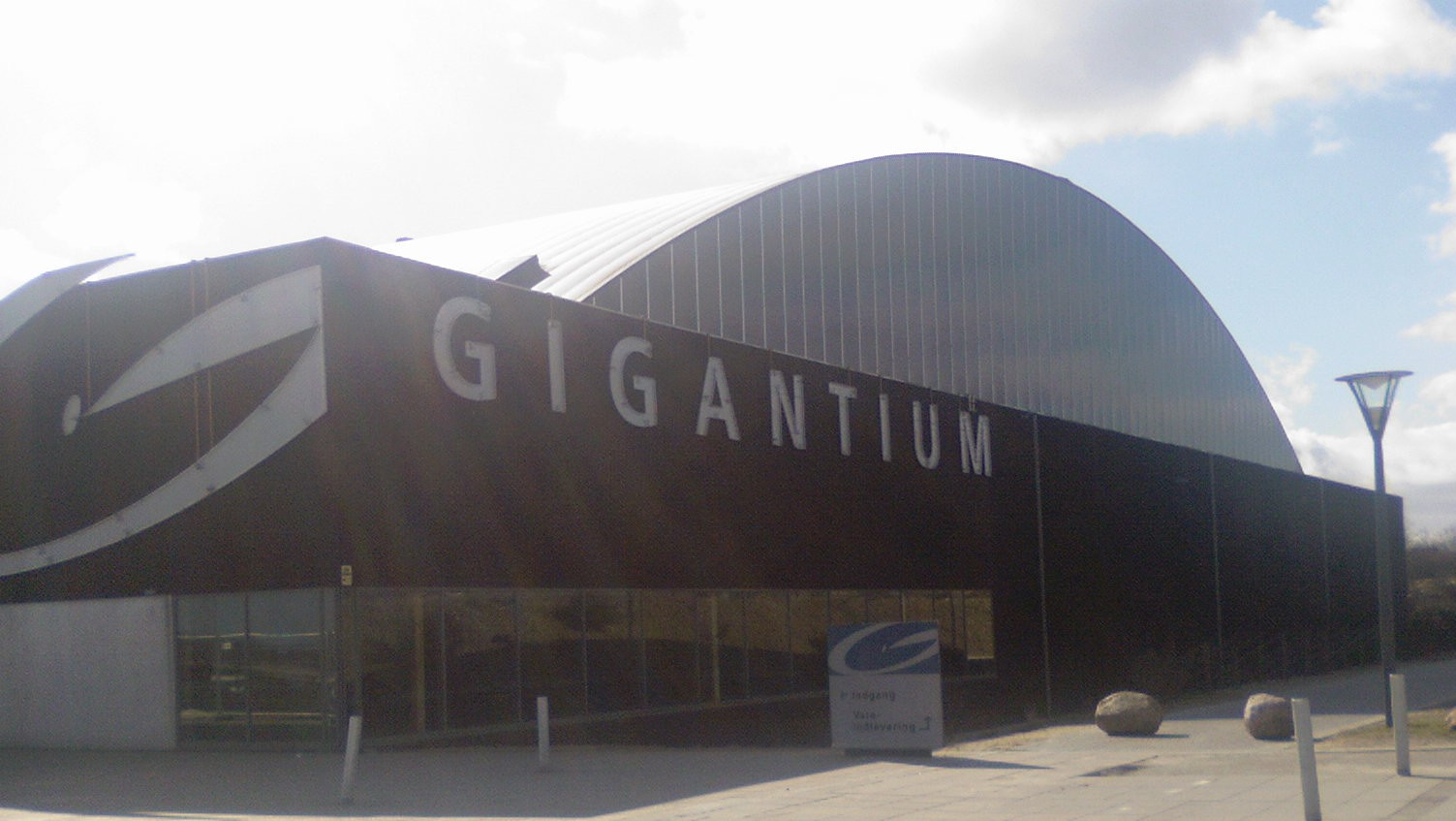
культурно-спортивный центр Gigantium (дат.), 2005 год
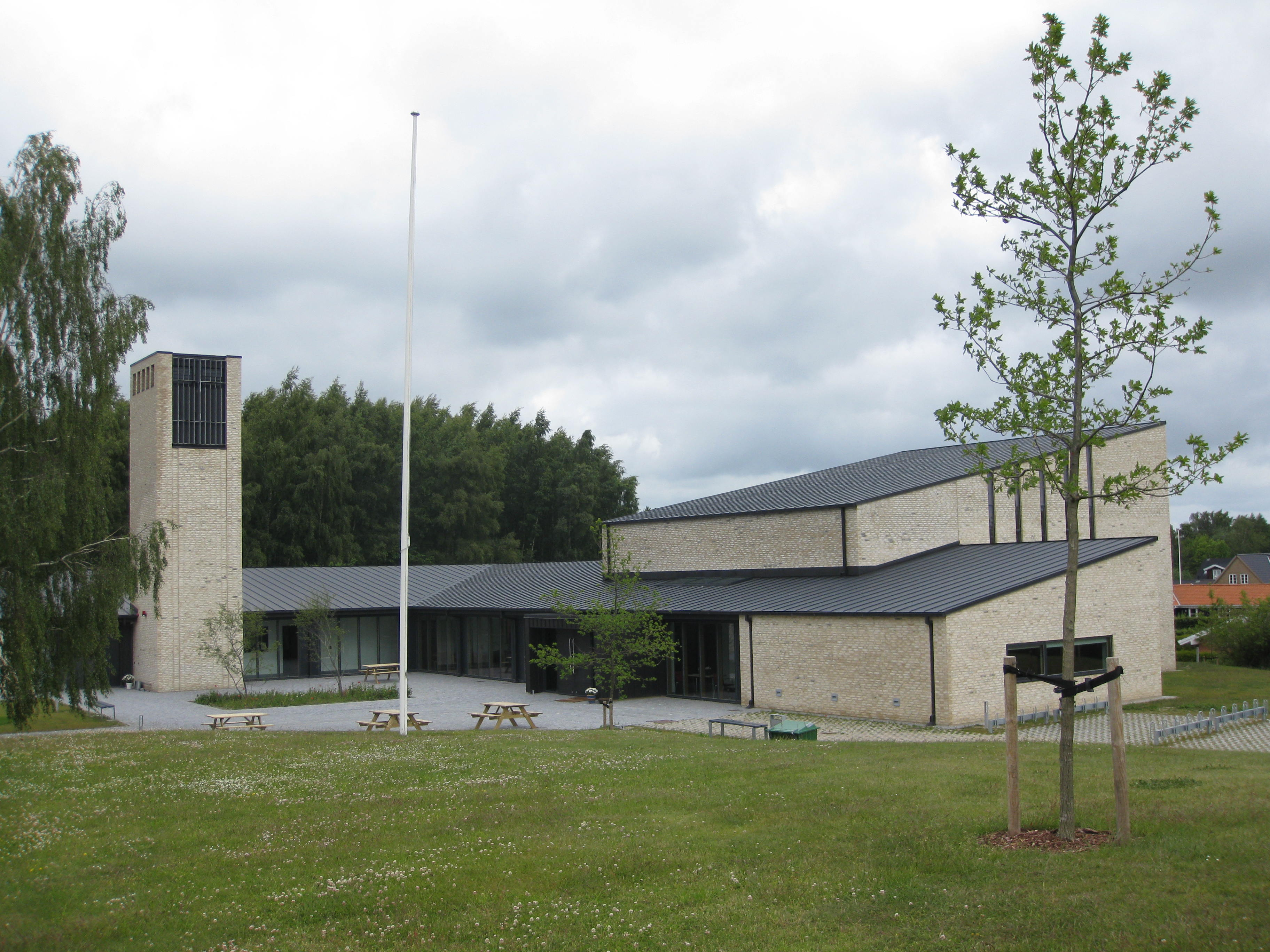
Церковь Грённеванг (дат.), Хиллерёд, 2008 год
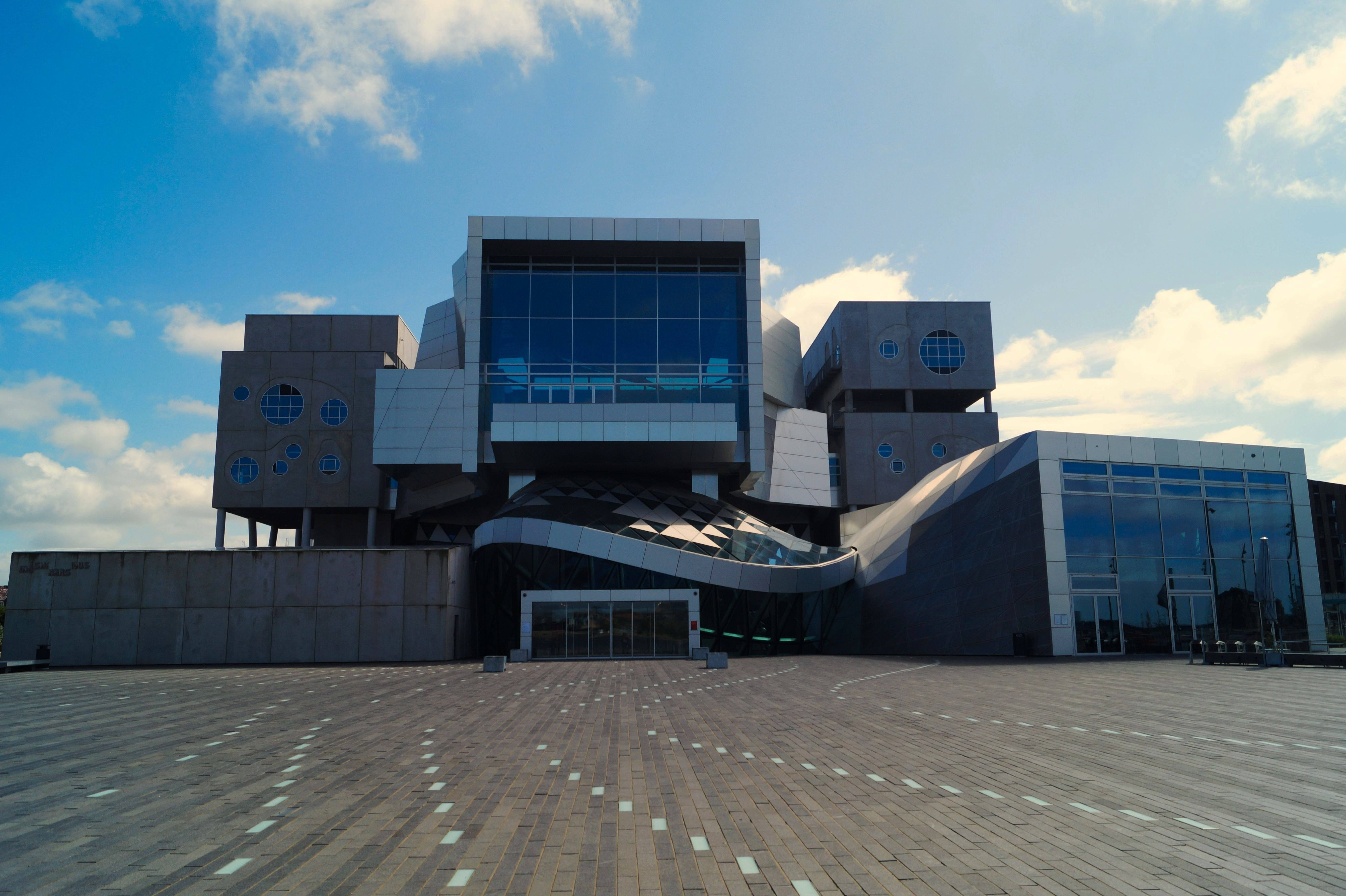
Дом музыки (дат.), 2013 год
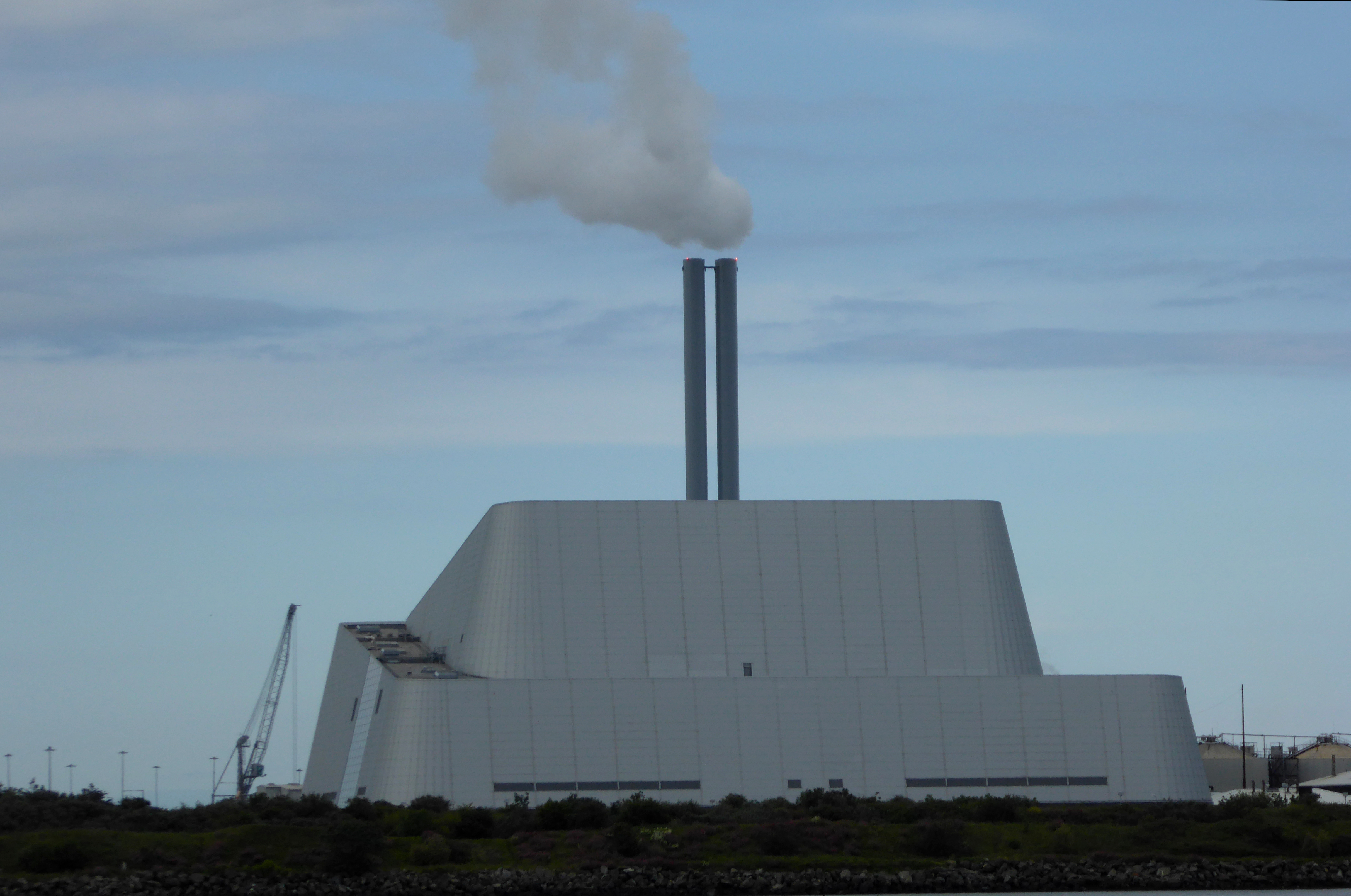
Дублинский мусоросжигательный завод (англ.), Ирландия, 2017 год